# 英德红茶
英德红茶出产于广东省英德市，英红是与祁红、滇红、宜红、川红齐名的五大红茶之一。
英德茶叶产区多建于丘陵缓坡上，土层深且肥沃，土壤PH值在4.5～5之间，加上英德地处南亚热带季风气候，年均气温达20.7℃，雨量丰富，全年相对湿度大，非常适于茶树的生长。
英德产茶的历史悠久，早在唐代就已盛行喝茶，到明代，英德茶叶已有贡品。英德红茶分为叶、片、碎、末以个花色，每个花色有多个不同等级，成品外形重实、色泽乌润、茶色红艳、香气浓郁、口感极好等特点倍受品茶人士的青睐。目前远已远销到英国、德国、美国等40多个国家和地区。英国女王伊丽莎白二世在盛大宴会上就曾用过英德红茶招待贵宾。

## 主要榮譽
英德紅茶在國內外茶葉評比中榮獲各種榮譽數十之多。其中國際級金獎有4次，國家級獎6次，省部給獎26次。主要的獎項如下：
- 1986年 碎茶2号获巴黎美食旅游协会颁发的金奖棗金桂奖
- 1991年 袋泡茶获国际博览会金奖。
- 1992年 英德红茶系列产品获92国际香港国际食品博览会银质奖

## 参看
- 英德绿茶